# UGC Ciné Cité Les Halles
L'UGC Ciné Cité les Halles est un multiplexe parisien situé au Forum des Halles, dans le 1er arrondissement de Paris. Avec ses 3 819 places répartis en 27 salles, il s'agit du plus grand cinéma d'Europe en nombre de salles (mais pas en nombre de fauteuils) en 2021.
En 2022, il accueille 2,22 millions de spectateurs, ce qui en fait le cinéma le plus fréquenté au monde d'après un décompte de l'entreprise ComScore.
Avec le Forum des images (ancienne vidéothèque de Paris) et la bibliothèque du cinéma François-Truffaut, il forme un pôle cinématographique centré sur une voie souterraine qui a pris le nom de rue du Cinéma.
Ce site est desservi par les stations de métro Les Halles et Châtelet, et par la gare RER de Châtelet - Les Halles.

## Répartition des salles

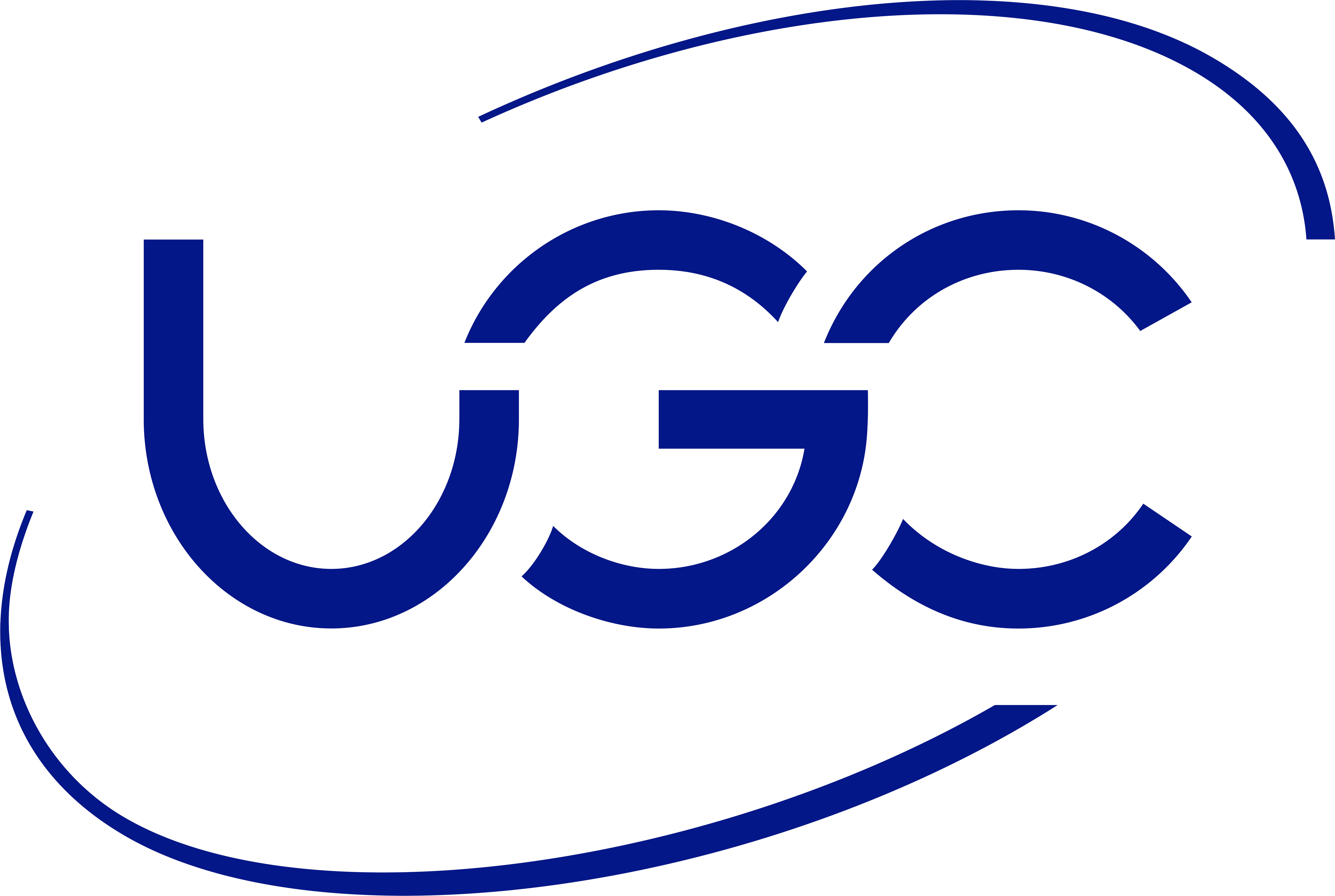
Logo de l'entreprise UGC.

Le multiplexe est équipé de 27 salles, numérotées de 1 à 37.
| Salle | Fauteuils | Ecran | Zone      | Scène | Spécificité | PMR (*)                    |
| ----- | --------- | ----- | --------- | ----- | ----------- | -------------------------- |
| 1     | 493       | 15m   | Basse     | Oui   | 3D          | ~6 (milieu)                |
| 2     | 243       | 11m   | Basse     |       | 3D          | Non accessible             |
| 3     | 259       | 11m   | Basse     |       |             | Non accessible             |
| 4     | 194       | 11m   | Basse     |       |             | 1 (milieu, extrème droite) |
| 5     | 81        | 7m    | Basse     |       | 3D          | 2 (dernier)                |
| 6     | 332       | 16m   | Haute     | Oui   |             | ~10 (arrière)              |
| 7     | 66        | 7m    | Haute     |       |             | Non accessible             |
| 8     | 91        | 8m    | Haute     |       |             | Non accessible             |
| 9     | 98        | 8m    | Haute     |       |             | Non accessible             |
| 10    | 474       | 18m   | Haute     | Oui   | 3D          | ~8 (milieu)                |
| 11    | 113       | 9m    | Haute     |       |             | 4 (1er)                    |
| 12    | 138       | 8m    | Haute     |       |             | ~8 (arrière)               |
| 13    | 94        | 8m    | Haute     |       |             | 2 (1er)                    |
| 14    | 87        | 8m    | Haute     |       |             | 2 (1er)                    |
| 15    | 60        | 7m    | Haute     |       |             | 2 (1er)                    |
| 20    | 56        | 7m    | Mezzanine |       |             | 2 (1er)                    |
| 21    | 87        | 8m    | Mezzanine |       | 3D          | 2 (1er)                    |
| 22    | 150       | 9m    | Mezzanine |       |             | 2 (1er)                    |
| 23    | 91        | 7m    | Mezzanine |       |             | 3 (1er)                    |
| 30    | 94        | 9m    | Extension |       |             | 3 (1er)                    |
| 31    | 107       | 9m    | Extension |       |             | 4 (1er)                    |
| 32    | 69        | 7m    | Extension |       |             | 3 (1er)                    |
| 33    | 82        | 6m    | Extension |       |             | 3 (1er)                    |
| 34    | 47        | 6m    | Extension |       |             | 2 (dernier)                |
| 35    | 70        | 6m    | Extension |       |             | 2 (dernier)                |
| 36    | 70        | 6m    | Extension |       |             | 2 (dernier)                |
| 37    | 70        | 6m    | Extension |       |             | 2 (dernier)                |

(*) Nombre d'emplacements réservés pour fauteuils roulants et leur localisation : "1er" = premier rang au bas de la salle, « dernier » = au niveau du dernier rang au fond/haut de la salle ; « arrière » = derrière le dernier rang en haut de la salle ; « milieu » = entre les deux...

## Historique

### A l'origine: trois complexes disparus

#### Le Gaumont Forum (puis Gaumont Les Halles)
Ouvert à l'automne 1979 sous le nom de « Gaumont-Forum » puis de « Gaumont-Les Halles », ce complexe était situé au niveau - 3 du centre commercial du « Forum des Halles » à l'emplacement actuel du magasin H&M et des boutiques attenantes au niveau -3.
il comprenait 6 salles de jauge moyenne (367, 234, 186, 174, 168 et 130 places) et s'est illustré par diverses innovations (exclusivité en version originale, séances de midi à tarif réduit, affichage de l'horaire précis et de la durée du film, des publicités, l'état de la copie et du son, la taille de l'écran et le nombre de fauteuils...).
Il ferme ses portes le 31 décembre 1998.

#### Le Forum Cinémas (puis Forum Arc en Ciel)
Le Forum Cinémas, divisé en deux parties indépendantes de 2 salles de 150 fauteuils chacune et 2 autres salles de 300 et 250 places, situées rue de l'Arc en Ciel à l'emplacement (en 2023) des boutiques "Sephora" et "Nature et Découvertes". Il devient le Forum Arc-en-ciel après son rachat par Jean-Pierre Lemoine.

#### L'Orient-Express
Ouvert en 1983, il remplace une boîte de nuit située au niveau -4 du côté de la porte Lescot, entre l'accès à la gare RER des Halles et de ce qui était alors la FNAC Sports (aujourd'hui Go Sport).
Le Forum Orient-Express était un complexe de 6 salles (200, 87, 95, 98, 102 et 80 places), une septième salle de 39 places est ajoutée en 1986.
Ses salles inconfortables et mal insonorisées laissent percevoir les vibrations du RER et du métro voire le son du film de la salle voisine, de surcroit les écrans sont de taille très réduite.
Repris par UGC en 1992, l'UGC Orient-Express est rénové de fond en comble jusqu'en 2014 et sert de salles de prolongement du Ciné-Cité.

### 1986: le Forum Horizon aux prémices du multiplex actuel
En 1986, Jean-Pierre Lemoine propriétaire du Forum Arc en Ciel ouvre un nouveau complexe : le Forum Horizon dans la nouvelle extension ouest du Forum des Halles.
Situé au niveau le plus bas de la Place de la Rotonde cet ensemble est conçu par les architectes Christine et Dominique Carril et correspond à l'emplacement actuel des salles 1, 2, 3 et 4 et du bar Bert's sous la salle 6 actuelle derrière les caisses du niveau bas.
C'est à cette époque qu'est créée la salle 1, alors équipée du système THX et décorée dans des coloris bois et crème. Son ouverture constitue une révolution technologique en termes d'expérience pour le spectateur.
Jean-Pierre Lemoine ferme le Forum Arc-en-Ciel et la clientèle se reporte sur ces 6 salles nouvellement ouvertes.
En mars 1992, toutes les salles de Jean-Pierre Lemoine sont revendues à UGC et le cinéma devient l'UGC Forum Horizon, puis UGC Horizon.

### 1995: la création de l'UGC Ciné Cité
La fermeture en novembre 1992 du Parc Océanique Cousteau situé un étage plus haut à l'emplacement actuel des salles 6 à 15 entraine le rachat des espaces supérieurs par UGC.
Parallèlement, UGC acquiert et ferme le Forum Orient-Express qui devient l'UGC Orient-Express, il rouvre après rénovation et adjonction d'une salle supplémentaire.
En janvier 1995, l'UGC Forum Horizon ferme pour quinze mois de travaux : 140 millions de francs sont investis pour assurer sa transformation :
- salle 1 : structure et architecture sont conservées à l'identique cependant les fauteuils sont remplacés par des fauteuils UGC noirs et ses murs, moquettes et plafonds repeints en noir ;
- salles 2, 3 et 4 : les salles originales basses de plafond sont détruites puis reconstruites sur le même emplacement mais profitant de l'étage supérieur libéré par l'ancien parc Cousteau. Cela permet de les établir en gradins et de les doter de grands écrans de 11 mètres de diagonale ;
- salle 5 : La salle originale est conservée mais légèrement réduite puis rénovée pour accueillir les espaces d'attente bas elle devient la plus petite salle du complexe. La salle 5 permet de se rendre compte des volumes des salles 2 à 6 originales notamment en termes de hauteur sous plafond limitée ;
- salle 6 : Basse de plafond et située à l'emplacement des actuels espaces d'accueil bas (caisses et salons), du Café Bert's et des accès aux salles 1 à 5 elle est détruite en 1995 pour être reconstruite sur trois étages et au dessus de son ancien emplacement. Edifiée dans une coque convexe de béton sa position « en suspension » permet d'aménager les accueils et accès bas du cinéma impossibles à intégrer dans la configuration initiale ;
- salles 7 à 15 : créées de toutes pièces ou reprenant des salles existantes créées pour le Parc Cousteau, elles sont peintes en noir et aménagées avec des fauteuils UGC comme l'ensemble du cinéma.

Le 21 juin 1995, le complexe rouvre sous le nom d'UGC Ciné Cité Les Halles. Il est le premier complexe à recevoir ce label et devient le modèle des constructions et rénovations UGC qui suivront. C'est également le premier multiplex parisien avec 15 salles proposées (hors Orient-Express).

### 1997: ouverture de la mezzanine et fermeture du Gaumont les Halles
En 1997, les salles 20, 21, 22 et 23 sont ajoutées au deuxième niveau au-dessus de la rotonde (d'où la numérotation en 2+x) portant le nombre de salles à 19 (hors Orient-Express).
Face à la concurrence de ce nouveau complexe accueillant et moderne, le Gaumont les Halles défraîchi et étriqué ferme au dernier jour de 1998.

### 2010: numérisation totale
En septembre 2010, il devient le premier cinéma du groupe UGC intégralement équipé de projecteurs numériques et équipé en son DTS.
Toutefois les cabines des salles 1 et 2 conservent trois projecteurs traditionnels au format 35 mm ce qui permet de réaliser des projections exceptionnelles de films anciens ou sur pellicule pour les amateurs et nostalgiques de « grain » ancien.
Ils seront mis hors service début 2023, le projecteur de la salle 2 restant visible mais mis sur le côté et partiellement démonté (toujours visible ainsi fin 2023).

### 2014: extension et fermeture de l'UGC Orient-Express
Le 21 janvier 2014, l'UGC Orient-Express ferme définitivement ses portes, quelques semaines avant l'ouverture des salles 30 à 37 de l'UGC Ciné cité. Cette fermeture permettant incidemment de transférer ses sièges vers ces nouvelles salles.
Il est remplacé par huit nouvelles salles ultra-modernes situées au-dessus de la salle 1 de l'UGC Ciné-Cité construites à l'emplacement d'anciens bureaux de France Télécom. Ces nouvelles salles sont accessibles par deux escaliers mécaniques depuis le niveau bas.
Elle proposent sur un même lieu une programmation d'actualité, une programmation de prolongation et une programmation art et essai qui faisait défaut faute de salles disponibles.
Le nombre de salles est désormais porté à 27, ce qui en fait le plus gros complexe de France en nombre de salles.

## Évolution de la fréquentation
Le cinéma est considéré comme le « navire-amiral » d'UGC, tant pour son record européen de nombre d'entrées, que pour la variété de ses films, ou l'abondance d'avant-premières en présence des équipes des films.

En 2017, le cinéma s'était hissé au rang du plus gros cinéma au monde, avec 3,27 millions de tickets vendus.
| Année | Nombre de salles et de fauteuils | Cumul entrées | Place auclassementnational |
| ----- | -------------------------------- | ------------- | -------------------------- |
| 1994  | 6 salles                         |               |                            |
| 1995  | 15 salles et 2 854 fauteuils     | 758 608       |                            |
| 1996  | 15 salles et 2 854 fauteuils     | 1 745 327     |                            |
| 1997  | 19 salles et 3 206 fauteuils     | 2 086 573     | 1re                        |
| 1998  | 19 salles et 3 206 fauteuils     | 2 398 944     | 1re                        |
| 2000  | 19 salles et 3 206 fauteuils     | 2 911 585     | 1re                        |
| 2001  | 19 salles et 3 206 fauteuils     | 3 183 455     | 1re                        |
| 2008  | 19 salles et 3 206 fauteuils     | 3 205 006     | 1re                        |
| 2011  | 19 salles et 3 206 fauteuils     | 3 170 333     | 1re                        |
| 2014  | 27 salles et 3 837 fauteuils     | 3 330 158     | 1re                        |
| 2015  | 27 salles et 3 913 fauteuils     | 3 216 807     | 1re                        |
| 2016  | 27 salles et 3 913 fauteuils     | 3 230 782     | 1re                        |
| 2017  | 27 salles et 3 913 fauteuils     | 3 270 000     | 1re                        |
| 2022  |                                  | 2 221 205     | 1re                        |
| 2023  | 27 salles et 3 896 fauteuils     | 2 427 474     | 1re                        |
|       |                                  |               |                            |

## Le «9 h des Halles»
L'UGC Ciné Cité Les Halles est le seul cinéma de France à proposer des séances dès 9 h le matin, depuis 1996. Le mercredi, jour de sortie habituel des films, il s'agit donc de la première séance de tout nouveau film sorti en France. Depuis 2010, pour chaque nouveauté disposant d'une séance à 9 h, le cinéma comptabilise les entrées réalisées par chaque film : le « 9 h des Halles » est communiqué aux professionnels du cinéma, souvent présents sur place une heure plus tard. C'est le premier chiffre réel communiqué publiquement, en dehors de toute avant-première, avant le « Paris 14 h », qui sort en milieu d'après-midi et comptabilise toutes les entrées des nouveautés sur l'ensemble des cinémas de Paris et de la Périphérie.
Cet indicateur est également justifié par le statut de premier cinéma du pays du multiplexe, et le fait que ses 27 écrans permettent de sortir en général toutes les nouveautés.
Il s'agit d'un indicateur pour le box-office français. S'il est difficile de juger le succès futur d'un film en se basant sur une seule séance dans un seul cinéma, soit-il le plus fréquenté de France. Cependant, il permet de dégager une première tendance. En règle générale, les blockbusters et les films d'auteur réalisent de bons scores sur cet indicateur, alors que les films familiaux et d'animation ont tendance à faire des scores plus faibles, car le public qui va traditionnellement voir ces films n'est pas forcément disponible ou disposé à aller voir un film un mercredi matin.
Afin d'augmenter les entrées sur cet indicateur, les distributeurs proposent parfois des séances présentées par l'équipe du film (réalisateur, acteurs...) à 9 h. Certains proposent également des cadeaux pour les spectateurs s'étant déplacés spécifiquement pour la séance de 9 h.

## Sources
- Les cinémas des Halles de Paris sur Silverscreens